# 1804 Chebotarev
1804 Chebotarev eller 1967 GG är en asteroid i huvudbältet som upptäcktes den 6 april 1967 av den ryska astronomen Tamara Smirnova vid Krims astrofysiska observatorium på Krim. Den har fått sitt namn efter den ryske astronomen Gleb Tjebotarjov (1913–1975).
Asteroiden har en diameter på ungefär nio kilometer.